# Ingerophrynus philippinicus
Ingerophrynus philippinicus (voorheen Bufo philippinicus) is een kikker uit de familie padden (Bufonidae).
De soort werd voor het eerst wetenschappelijk beschreven door George Albert Boulenger in 1887. Oorspronkelijk werd de wetenschappelijke naam Bufo philippinicus gebruikt. De kikker komt alleen voor op de Filipijnen.
Ingerophrynus philippinicus is een middelgrote soort die een lichaamslengte bereikt van 5,2 tot 8,6 centimeter. De lichaamskleur is lichtbruin en de huid is erg wrattig van structuur.
Ingerophrynus philippinicus komt voor op de Filipijnse eilanden Balabac, Busuanga, Culion, Dumaran en Palawan. De soort is algemeen en leeft in laaggelegen en open gebieden en komt ook voor in door mensen gecultiveerde streken. Deze pad eet ongewervelden en paart in het water.